# 金牛座41
金牛座41，又名BD+27 633，HD 25823、SAO 76455、HR 1268，是金牛座的一颗恒星，视星等为5.2，位于銀經167.43，銀緯-17.96，其B1900.0坐标为赤經4h 0m 28.2s，赤緯+27° -17.96′ 50″。